# Andrew James Henderson
Andrew James Henderson (Surrey, 8 settembre 1950) è un botanico britannico con cittadinanza statunitense, curatore dell'Istituto di Botanica del Giardino botanico di New York.
Henderson è autore delle descrizioni tassonomiche di 314 specie, sottospecie e varietà di piante, in particolare della famiglia Arecaceae (famiglia delle palme).
Ha organizzato spedizioni botaniche in Venezuela nell'ambito del Progetto Biosfera 2 realizzato a Oracle, in Arizona.

## Istruzione
Henderson studiò presso il Wycliffe College nel Gloucestershire e presso il Birkbeck College dell'Università di Londra.
Conseguì il Ph.D. presso la City University of New York nel 1987.
Nello stesso anno iniziò a lavorare presso il Giardino botanico di New York.

## Opere
Henderson è autore di parecchi libri, tra i quali si ricordano The Palms of the Amazon e Field guide to the Palms of the Americas.